# Scrignac
Scrignac é uma comuna francesa na região administrativa da Bretanha, no departamento Finisterra. Estende-se por uma área de 71,79 km². Em 2010 a comuna tinha 753 habitantes (densidade: 10,5 hab./km²).